# Хутор имени Фрунзе (Дагестан)
имени Фрунзе — бывший хутор в Бабаюртовском районе Дагестана. Входил в состав Кутанаульского сельсовета. В 1940 году все население переселено в село Кара-Тюбе, а хутор ликвидирован.

## Географическое положение
Располагался на левом берегу канала Люксембургский, в 3 км (по прямой) к северо-востоку от окраины села Люксембург.

## История
Хутор возник в 1926 году как сельскохозяйственная артель имени Фрунзе. По данным на 1939 год хутор состоял из 17 хозяйств. Хутор являлся отделением колхоза имени Андреева села Кара-Тюбе. На основании постановления СНК ДАССР от 14 августа 1939 г. «О сселении хуторских населённых пунктов колхозов Бабаюртовского района в их основные населённые пункты» все население хуторов имени Фрунзе и Ахай-отар было предложено переселить на центральную усадьбу колхоза в село Кара-Тюбе.

## Население
По данным на начало 1939 года на хуторе проживал 81 человек, в том числе 39 мужчин и 42 женщины.